# Eupithecia feliscaudata
Eupithecia feliscaudata es una especie de polilla de la familia Geometridae. La especie fue descrita por primera vez por David Stephen Fletcher habiendo sido descrita en 1956, con distribución en Tanzania. El holotipo de la especie fue descrita en los alrededores del monte Kilimanjaro en el sector conocido como Peter Hut a una altitud de 12 500 pies (3810,0 m). Es una polilla pequeña con una envergadura de 26 milímetros (1 plg) de ancho.